# Olympische Winterspiele 1988/Teilnehmer (Belgien)
| Gelbes Symbol für Goldmedaillen mit stilisierten Olympischen Ringen | Graues Symbol für Silbermedaillen mit stilisierten Olympischen Ringen | Braundes Symbol für Bronzemedaillen mit stilisierten Olympischen Ringen |
| ------------------------------------------------------------------- | --------------------------------------------------------------------- | ----------------------------------------------------------------------- |
| —                                                                   | —                                                                     | —                                                                       |

Belgien war bei den Olympischen Winterspielen 1988 im kanadischen Calgary nur mit einer Teilnehmerin vertreten, sie blieb ohne Medaillengewinn.

## Teilnehmer nach Sportarten

### Eiskunstlauf(1)

#### Frauen
- Katrien Pauwels
Damen Einzel (Platz 17)